# Claude de Morenne
Claude de Morenne, mort le 2 mars 1606, est un évêque français du XVIIe siècle.

## Biographie
Claude de Morenne nait à Paris vers 1550 le nom de ses parents est inconnu comme le début de sa carrière jusqu'en 1577 lorsqu'il obtient son doctorat en théologie de la Sorbonne et qu'il devient curé de Saint-Merry de Paris. Lorsqu'Henri IV, veut se faire instruire de la religion catholique, il l'appelle auprès de lui avec 3 autres curés parisiens. Plus tard grâce au patronage de son oncle l'évêque Louis du Moulinet il quitte sa cure pour un canonicat de la cathédrale Notre-Dame de Sées, et il en est prévôt quand il est désigné au siège épiscopal le 19 mars 1599. Il est confirmé l'année suivante et consacré par l'archevêque de Bordeaux.
Ses restes se trouvent de nos jours dans le caveau des évêques sous le chœur de la cathédrale de Sées.